# Raïon de Varna
Le raïon de Varna (en russe : Варненский район, Varnenski raïon) est une subdivision administrative de l'oblast de Tcheliabinsk, en Russie. Son centre administratif est le village de Varna.

## Géographie
Le raïon de Varna est situé dans l'Oural, au sud-est de l'oblast. Le raïon a une frontière commune avec le Kazakhstan.

## Histoire
Le raïon a été créé le 4 novembre 1924 dans le cadre d'une restructuration administrative.